# Lázně Bohdaneč
Lázně Bohdaneč (do 29. února 1980 Bohdaneč, německy Bochdanetsch) jsou město v okrese Pardubice v Pardubickém kraji. Leží asi deset kilometrů západně od Pardubic na křižovatce silnic vedoucích z Hradce Králové do Kutné Hory a z Pardubic do Chlumce nad Cidlinou. Ve městě žije přibližně 3 500 obyvatel.
Sousedními obcemi sídla jsou Dolany, Neratov, Černá u Bohdanče, Stéblová, Křičeň, Bukovka, Pardubice, Srch, Rybitví a Živanice.

## Historie

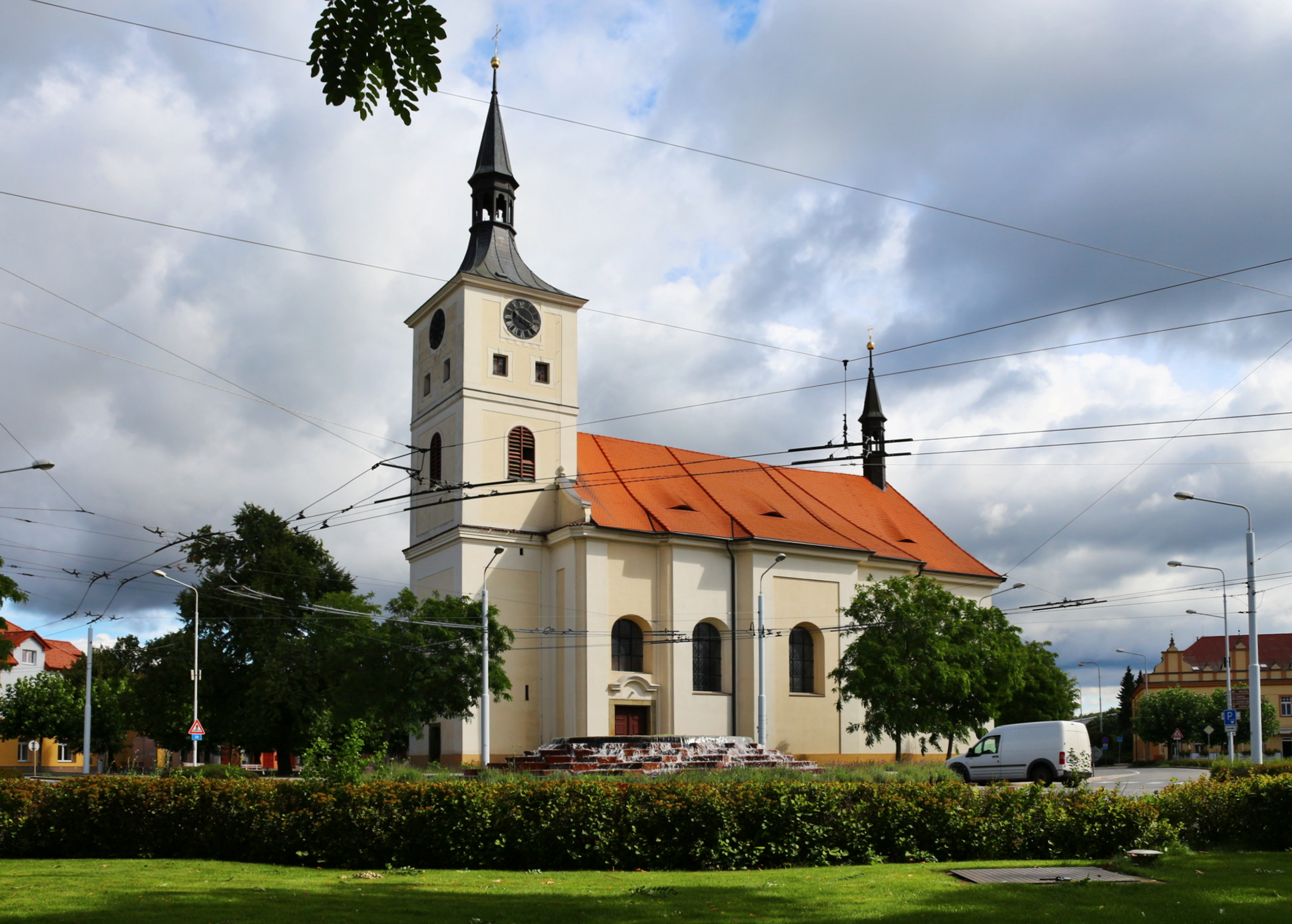
Kostel svaté Máří Magdaleny

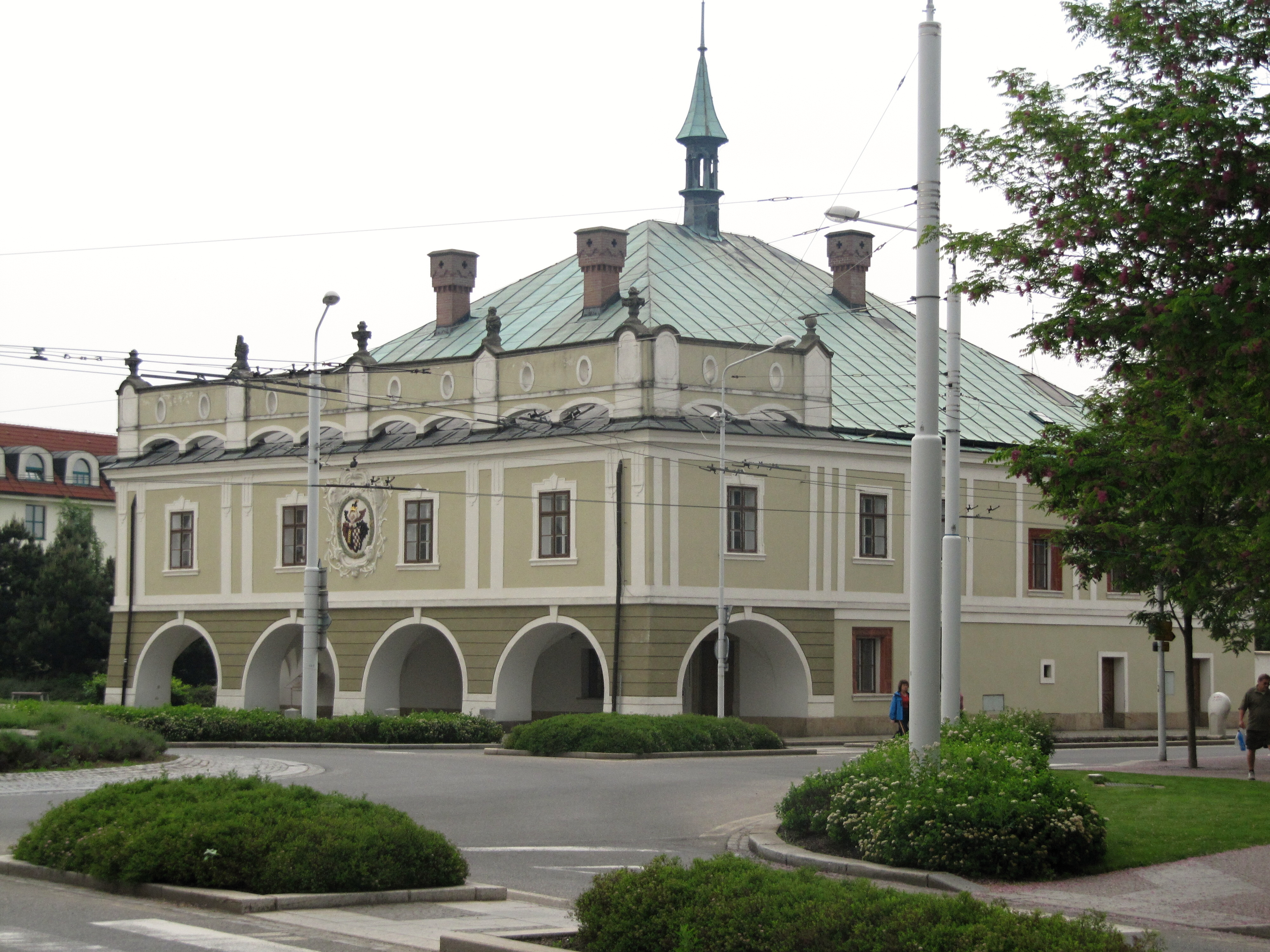
Radnice

První písemná zmínka o Bohdanči pochází ze šedesátých let 14. století, kdy patřila k blatnickému panství. Zmínka o Bohdanči z roku 1264 uváděná Antonínem Profousem se pravděpodobně vztahuje k jinému sídlu na Českobudějovicku.
Ve 14. století patřil Bohdaneč pánům z Cimburka, podací právo ke kostelu a faru měli v letech 1366–1421 mniši z benediktinského kláštera v Opatovicích nad Labem, kteří však odešli do exilu ve Slezské Středě. Bohdaneč s klášterními statky tak získal roku 1436 císař Zikmund a dal je do zástavy. 8. ledna 1491 panství za 33 tisíce kop grošů pražských koupil Vilém II. z Pernštejna. Jeho vláda znamenala pro Bohdaneč dobu největšího rozkvětu. Obci byla udělena různá významná privilegia, rozkvetl obchod a řemeslná výroba. Nejvýznamnějším počinem pana Viléma bylo založení rybničního hospodářství, jehož byl Bohdaneč střediskem. Dodnes je z tohoto hospodářství zachováno a nadále udržováno 44 rybníků.
Roku 1512 král Vladislav Jagellonský Bohdanči daroval clo vybírané v městských branách a v okruhu čtvrtiny míle. Získané prostředky měly být určeny na opravu městečka, silnic a mostů. Byť listina dokládá existenci bran, městečko opevněné zřejmě nebylo. Jedna, nejspíše věžová, brána je zakreslena na mapě prvního vojenského mapování a na plánu stabilního katastru v Langrově ulici.

### Lázeňství
Na konci 19. století přineslo významnou změnu do života městečka založení slatinných lázní Janem Veselým, nájemcem rybničního hospodářství. Zkušební provoz byl zahájen roku 1897, v prvním roce využilo služeb lázní 70 pacientů. V roce 1908 byla zavedena mezi obcemi Bohdaneč a Pardubice první česká pravidelná veřejná autobusová linka, na které jezdil autobus Laurin & Klement, který byl majetkem zakladatele lázní Jana Veselého. Bohdanečským občanům pak lázně poskytovaly možnost zaměstnání a využívaly práce místních řemeslníků. V té době také došlo k rozšíření lázní a zvýšila se jejich popularita. Dnes lázně nabízejí slatinou léčbu, elektroléčbu, vodoléčbu, tělocvik, masáže a inhalace. Za kalendářní rok se v nich vystřídá na 7 000 pacientů.
Statut lázeňského místa získal Bohdaneč v roce 1963, městem se stal v roce 1971. Oficiální změna názvu na Lázně Bohdaneč byla přiznána městu 1. března roku 1980.

## Obyvatelstvo
| Rok            | 1869  | 1880  | 1890  | 1900  | 1910  | 1921  | 1930  | 1950  | 1961  | 1970  | 1980  | 1991  | 2001  | 2011  | 2021  |
| -------------- | ----- | ----- | ----- | ----- | ----- | ----- | ----- | ----- | ----- | ----- | ----- | ----- | ----- | ----- | ----- |
| Počet obyvatel | 1 589 | 1 846 | 1 741 | 1 677 | 1 646 | 1 550 | 1 886 | 1 972 | 1 932 | 2 140 | 2 270 | 2 279 | 3 096 | 3 349 | 3 407 |
| Počet domů     | 160   | 167   | 163   | 170   | 189   | 214   | 275   | 348   | 375   | 421   | 494   | 577   | 621   | 690   | 772   |

## Městská správa
Od 1. ledna 1976 do 23. listopadu 1990 k městu patřila Křičeň.

### Městské symboly
Podle pověsti vznikl znak města, když se vojákům z Bohdanče při účasti v tažení do Itálie ve vojsku knížete Vladislava II. podařilo jako prvním překonat milánské hradby a za svou statečnost obdrželi znak. Je půlený, v jedné polovici se zlatým žebříkem v černém poli, ve druhé s červenobílou šachovnicí představující údajně hradbu.
Skutečný původ znak je ovšem jiný. Pardubické panství i Bohdaneč vlastnili v patnáctém století páni z Miletínka, kteří měli ve znaku šachovnici, žebřík pak Zub z Landštejna, kterému Bohdaneč krátkou dobu náležel. Anděl symbolizuje lásku, orel sílu a koruna moc.
Vlajka byla městu udělena rozhodnutím předsedy Poslanecké sněmovny Parlamentu České republiky dne 12. května 2016.

## Sport
V třicátých letech 20. století se zde pravidelně konaly automobilové a motocyklové závody, od roku 1935 známé jako Bohdanečský okruh.
Ve městě působil fotbalový klub AFK Atlantic Lázně Bohdaneč, který v sezóně 1997/98 hrál 1. ligu, ze které však ihned sestoupil. V té době jeho dres oblékali známí hráči jako Petr Kostelník, Luboš Kubík, Marek Kulič nebo Marek Trval. Klub měl finanční problémy a před sezónou 2000/2001 se sloučil se Slovanem Pardubice do klubu FK AS Pardubice. Hraje zde klub SK Lázně Bohdaneč, v sezóně 2015/2016 hrál okresní přebor.

## Pamětihodnosti
- Radnice, Masarykovo náměstí 1
- Lázeňský Gočárův pavilón s parkem (čp. 209)
- městský dům, Masarykovo nám. 112
- městský dům, Masarykovo nám. 46
- městský dům, Langrova 34
- Kostel svaté Maří Magdalény
- Kaple hřbitovní svatého Jiří s areálem
- Socha svatého Jana Nepomuckého na Masarykově náměstí
- Kuttnerova kaple v městském parku
- Vila Anny a Františka Gastgebových

## Osobnosti
- Josef Jaroslav Langer (1806–1846), český básník
- Theodor Tomášek (1840–1922), český dirigent a hudební skladatel
- Jan Košťál (1884–1963), profesor teorie a stavby spalovacích motorů a rektor ČVUT

## Fotogalerie

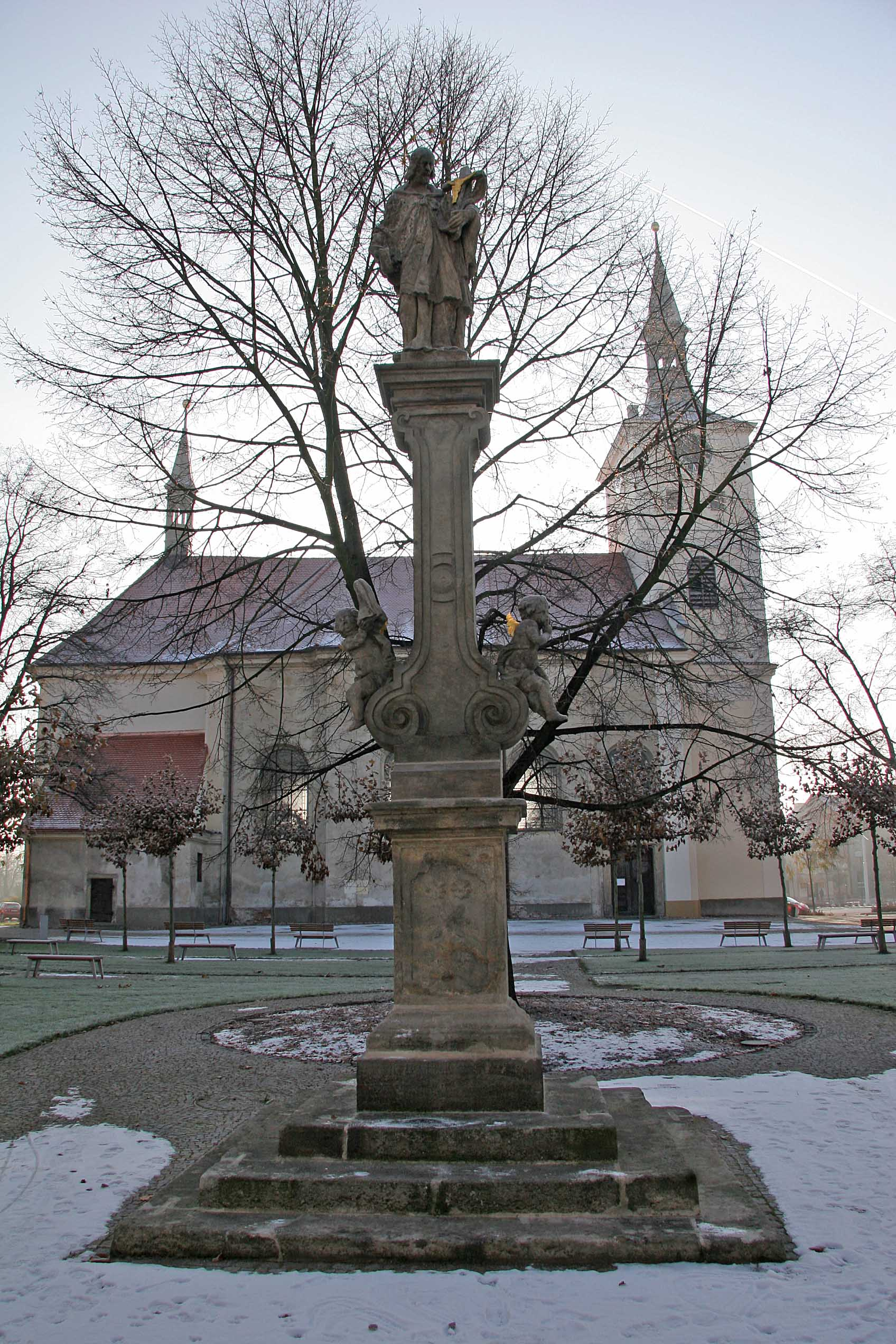
Socha svatého Jana Nepomuckého na náměstí
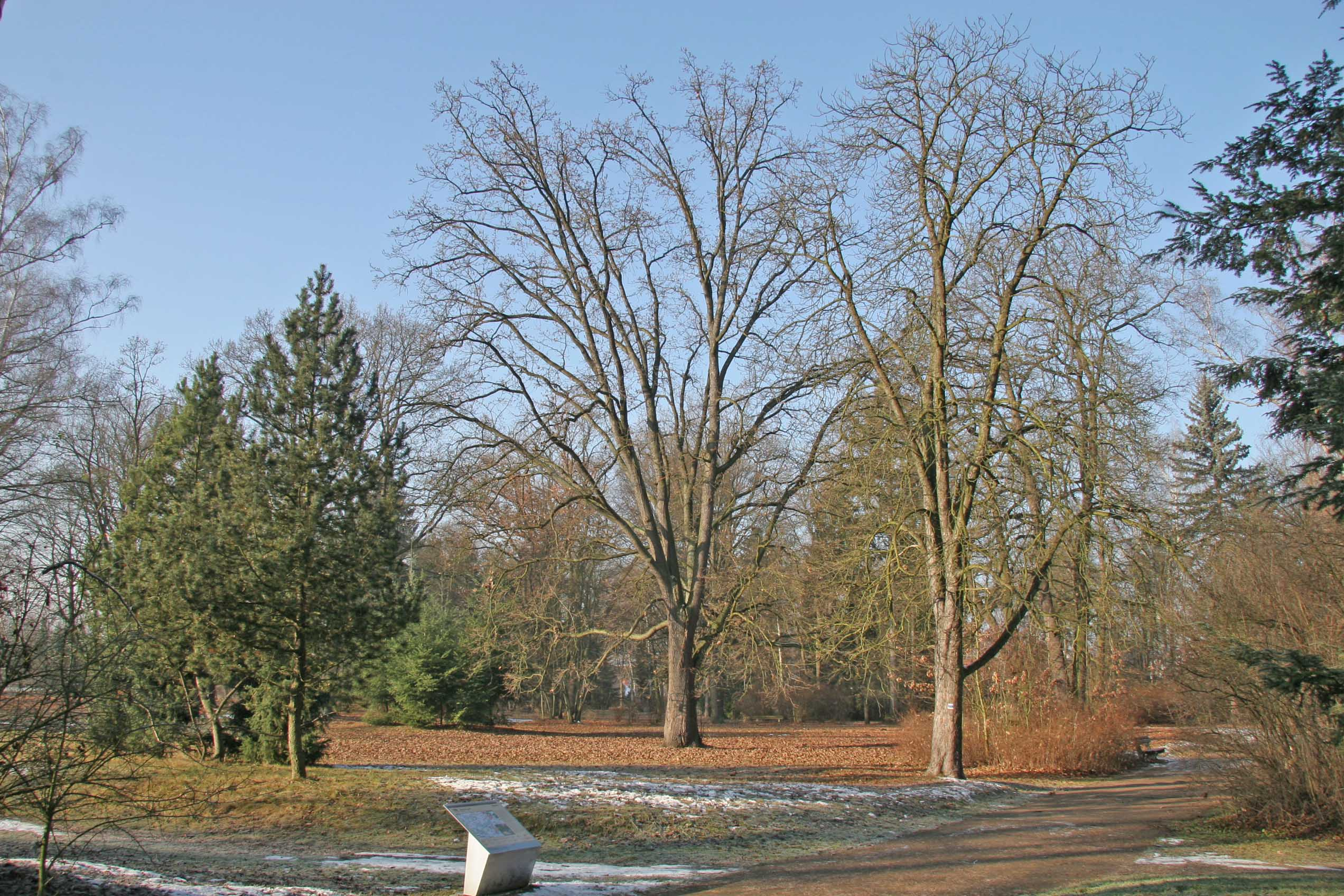
Lázeňský park
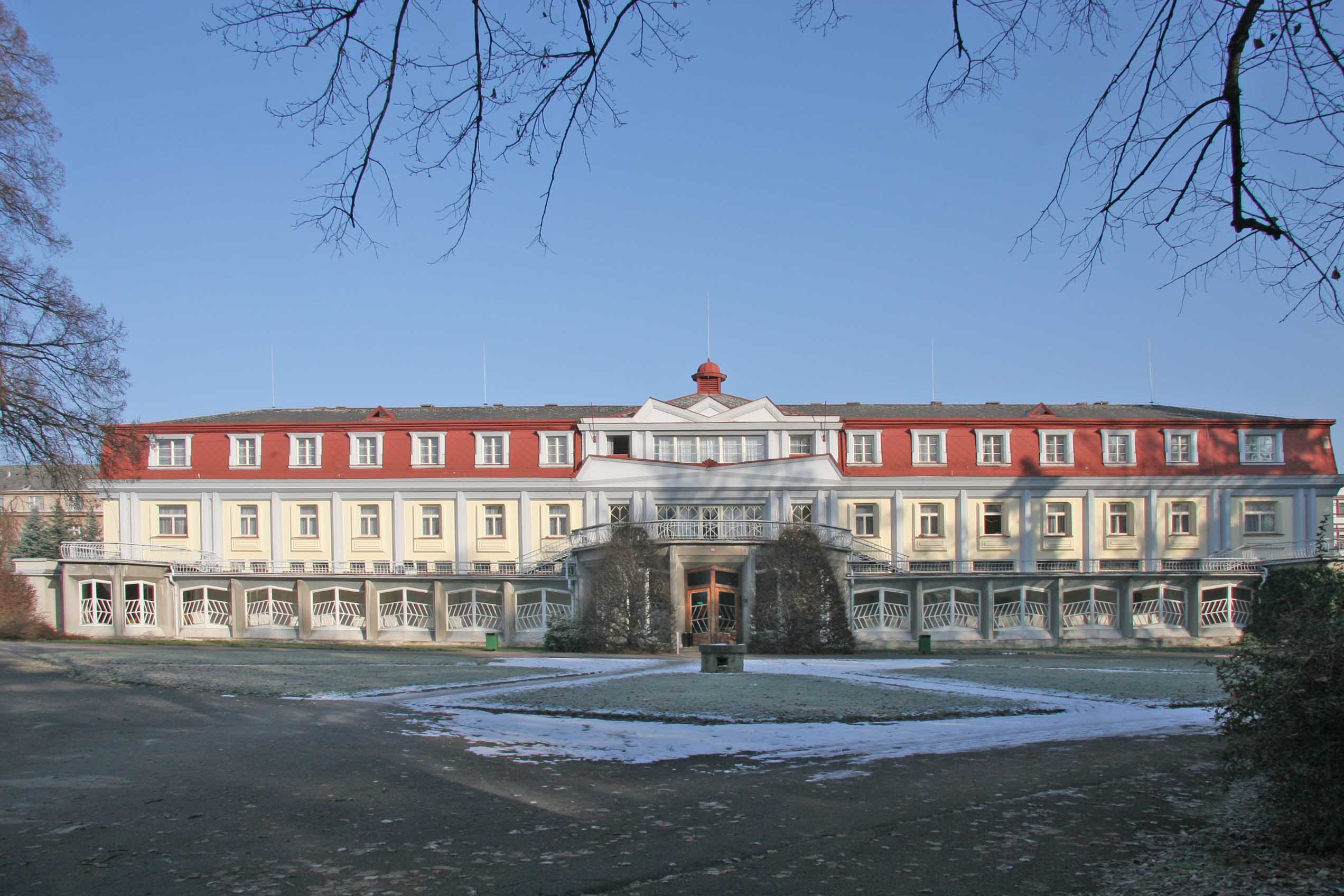
Gočárův pavilon